# Micael Silva
Micael Cabrita Silva (sinh ngày 16 tháng 3 năm 1993 ở Silves, Algarve) là một cầu thủ bóng đá người Bồ Đào Nha thi đấu cho União da Madeira ở vị trí tiền vệ.